# 波照間空港

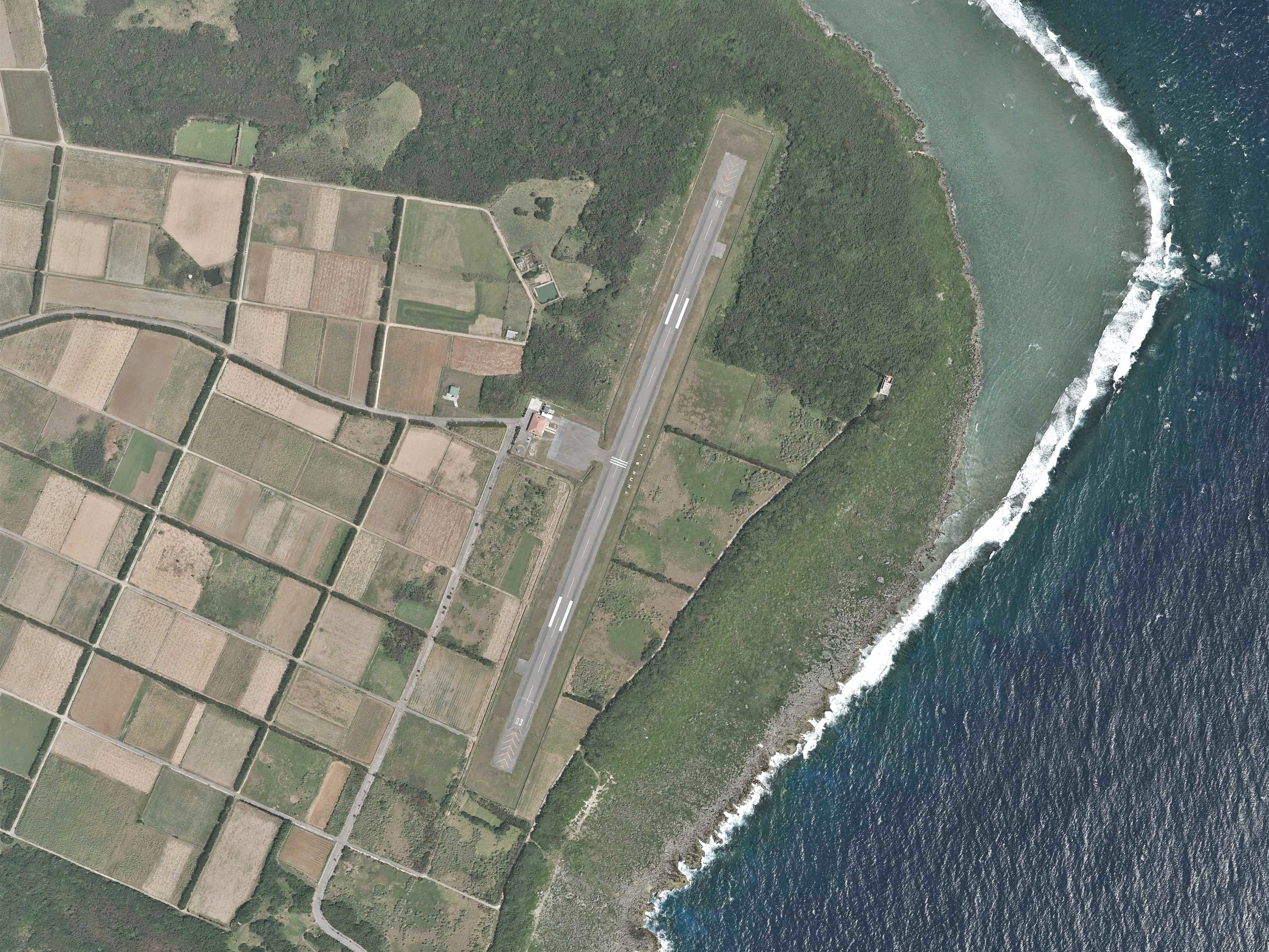
波照間空港の空中写真（2023年）

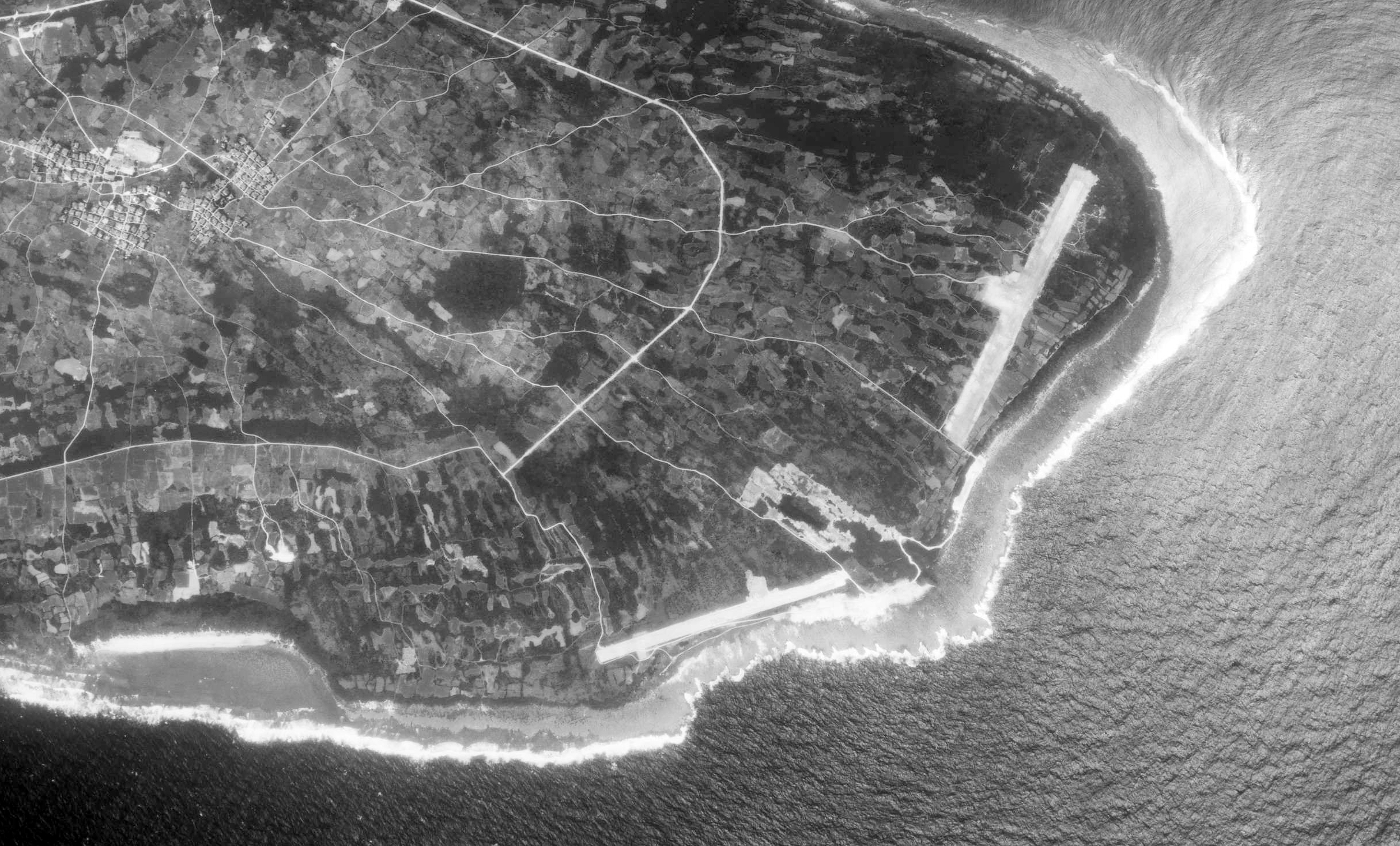
1975年に撮影された波照間飛行場（画面下）、新空港は右上に造成中

波照間空港（はてるまくうこう、英: Hateruma Airport）は、沖縄県八重山郡竹富町の波照間島にある地方管理空港である。島の東端に位置する。

## 概要
日本最南端の空港である。2008年（平成20年）11月にエアードルフィンによる（旧）石垣空港線が運休して以降、定期便はないが、2024年（令和6年）1月に第一航空による新石垣空港（現：石垣空港）との間の不定期チャーター便（週3便）が就航し、15年2ヶ月ぶりに石垣島線が再開した。なお、運休の間も、救急患者移送などの必要性から職員を配置し、稼動は続けていた。
運休の2008年（暦年）の年間乗降客数は、国内線2,100人であった。

## 沿革
波照間飛行場
- 1972年
  - 3月 - 緊急着陸用の飛行場として高那崎付近に滑走路850mの波照間飛行場を建設[4][5][6][注釈 1]。
  - 9月 - 沖縄航空のセスナ機による石垣空港線が運航開始[4][5]。
  - 11月 - 沖縄県により正式に告示[6]。
  - 12月6日 - 空港設置調査実施[6]。
- 1973年 - 沖縄航空機がオーバーラン事故を起こし、路線廃止[5]。
- 1975年3月 - 第三種空港に指定[6]。

現空港
- 1976年5月18日 - 波照間飛行場の北側に波照間空港を新設。滑走路800mにて供用開始[4]。南西航空（現日本トランスオーシャン航空）の石垣空港線がDHC-6で開設される（週3日各1便）[6]。
- 1992年11月 - 南西航空のDHC-6運航路線の移管に伴い、石垣空港線が琉球エアーコミューター（RAC）による運航となる[6]。
- 2001年11月 - DHC-6退役に向けた機材数減のため、運航機材がBN-2Bに変更となる[6]。
- 2007年
  - 2月 - 石垣空港線の2007年12月からの休止が沖縄県、竹富町、琉球エアーコミューターの3者にて合意に至ったことが報じられる[8]。
  - 11月30日 - この日の運航を以って琉球エアーコミューターの石垣空港線廃止[6]。
  - 12月28日 - エアードルフィンが石垣空港へ不定期便運航開始（週4日各2便）[6][注釈 2]。
- 2008年11月 - エアードルフィン[注釈 3]の石垣空港線運休、路線が無い状態となる[6]。
- 2009年7月 - 6月に那覇 - 粟国線をRACより引き継いだ第一航空に、竹富町が 石垣 - 波照間線の継承を打診[12]。
- 2014年10月 - 旧ターミナル解体[6]。
- 2015年
  - 4月 - 新ターミナル着工。
  - 8月18日 - 第5回石垣拠点航空路開設検討協議会で、第一航空による石垣-波照間線の就航を12月1日に決定[6]。
  - 8月28日 - 第一航空のDHC-6が粟国空港で衝突事故を起こし、同型機で運航予定であった石垣-波照間線の就航が延期される[6]。
  - 11月末 - 新ターミナル竣工[6]。
- 2024年
  - 1月22日 - 第一航空により、新石垣空港との間に不定期チャーター便が就航（月・水・土各1便）[1][2]。
  - 8月24日 - 機材トラブルにより新石垣空港線が運休（9月27日までの予定）[13][14]。

### 路線再開に向けて

#### 第一航空による運航計画と頓挫
2008年11月のエアードルフィンの運休後、沖縄県は、石垣-波照間線を第一航空による運航で再開する方向で調整を進め、2014年3月26日には第一航空がDHC-6を購入して2015年10月を目途に運航を再開することがほぼ決定していた。
しかし、2015年8月18日には台風の影響等で運航乗務員の訓練が遅れたため運航再開を12月1日に延期することが決定された。さらに8月28日には第一航空の同型機が粟国空港でフェンスに衝突する事故を起こし、原因究明まで同型機の飛行ができない可能性があることから、就航時期が未定となったが、同年秋には新ターミナルの建物が竣工した。
第一航空は、2016年8月に、粟国線を2017年夏頃に再開させるとの意向を示すとともに、石垣波照間線については、2017年6月頃に操縦士等の要員補充を考えており、2年後以降に就航見通しがあるとの見解を示した。
第一航空の那覇 - 粟国線は2018年1月15日に運航を再開したが、補助金等の問題から同年4月から再運休した。第一航空は同年4月27日に沖縄からの撤退を表明し、石垣-波照間線の就航にも否定的見解を示した。

#### 他社による運航計画と立ち消え
2018年1月、竹富町は、第一航空以外の就航も視野に、第一航空の19人乗りの機材に限らず39人乗りの機材が就航できるように、滑走路の800mから1,200-1,500mへの延長を検討していることを明らかにした。
2018年12月には、沖縄県が、第一航空の機材2機を活用し、新たな民間航空会社に運航させる計画であることが明らかになった。
また、同月、石垣市に本社を置く株式会社GOLDentertainment1895も、詳細は未公開であり、事業は具体化していないものの、2020年夏に、石垣 - 波照間間にクエスト・エアクラフト社の6人乗りのコディアック 100型機による定期便を就航させる計画があることを明らかにし、スカイサンタアビエーション及せとうちホールディングスと共同で同機による試乗会を実施した。2019年8月6日には、竹富町とスカイサンタアビエーションが包括的連携協定を締結し、2021年9月に不定期チャーターによる航路再開を目指すこととなった。計画では、2020年9月に航空機使用事業の許可を取得して、下地島空港でパイロットの訓練事業に着手するとともに、座席数9-17席の双発水陸両用機2機をリースする。航空機は石垣を運航拠点とし、整備拠点を下地島空港に置く。料金は片道3千円程度を予定していた。その後、2022年にせとうちSEAPLANESが解散するなどしたため、具体的な動きはない。

#### 第一航空による運航検討、延期と再開

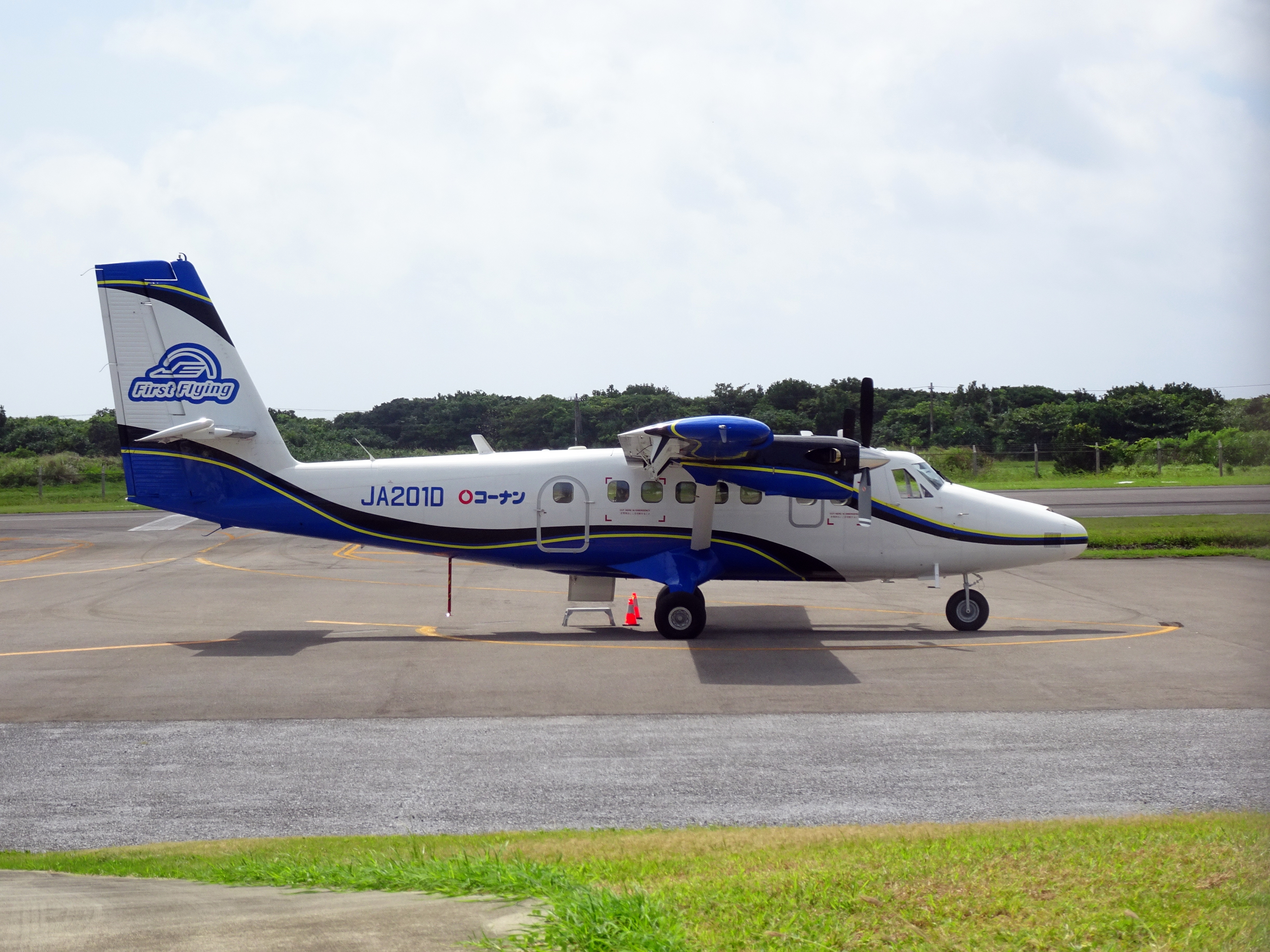
駐機中のDHC-6 ツイン・オッター（2024年6月）

2020年10月、経営体制の変わった第一航空が「2015年に粟国空港で発生させた同社の航空機事故を起因とする県の補助金減額は一方的で違法だ」として、沖縄県を相手に起こした損害賠償請求訴訟の取り下げの動きを行った結果、第一航空代表と副知事の会談が行われ、新石垣-波照間線を含む離島便（粟国・多良間）再開への議論が行われた。
その後、第一航空は2021年7月に那覇-粟国線の運航を再開しており、2022年4月30日には新石垣-波照間線の再開を予定し、使用機材はDHC-6-400型で、週3回程度の運航となる見込みとされた。しかし、2022年4月18日に使用予定機材が多良間空港で離着陸訓練中に滑走路を逸脱する事故を起こしたため、4月22日に就航延期が発表された。その後、同年12月21日に就航し、月・水・土曜の週3日各1往復が運航されると報道されたが、使用予定機材を機長の定期審査に使用することになったほか、使用航空機の性能維持部品入手の遅れ、計器類の交換更新等が進まず就航はまたも延期された。
2023年12月8日、第一航空は新石垣空港と波照間空港・多良間空港を結ぶ路線の運航のための飛行訓練を開始。2024年1月22日に、波照間空港-新石垣空港間に月・水・土曜の週3日各1往復程度のチャーター便が就航した。なお、運航機材は約60日毎に点検整備が必要と決められており、その都度約2週間程度の運休期間が設けられている。

## 施設
現在のターミナルは、老朽化が進んでいた旧ターミナルを2014年10月に解体し、翌年4月から建て替えが行われた。当初は2015年9月16日に完成予定であったが、悪天候で船便が欠航し資材搬入が滞ったために完成が遅れ、竣工は11月末となった。鉄筋コンクリート構造平屋建てで、延床面積は326.38m2と従来の約2倍である。
新ターミナル

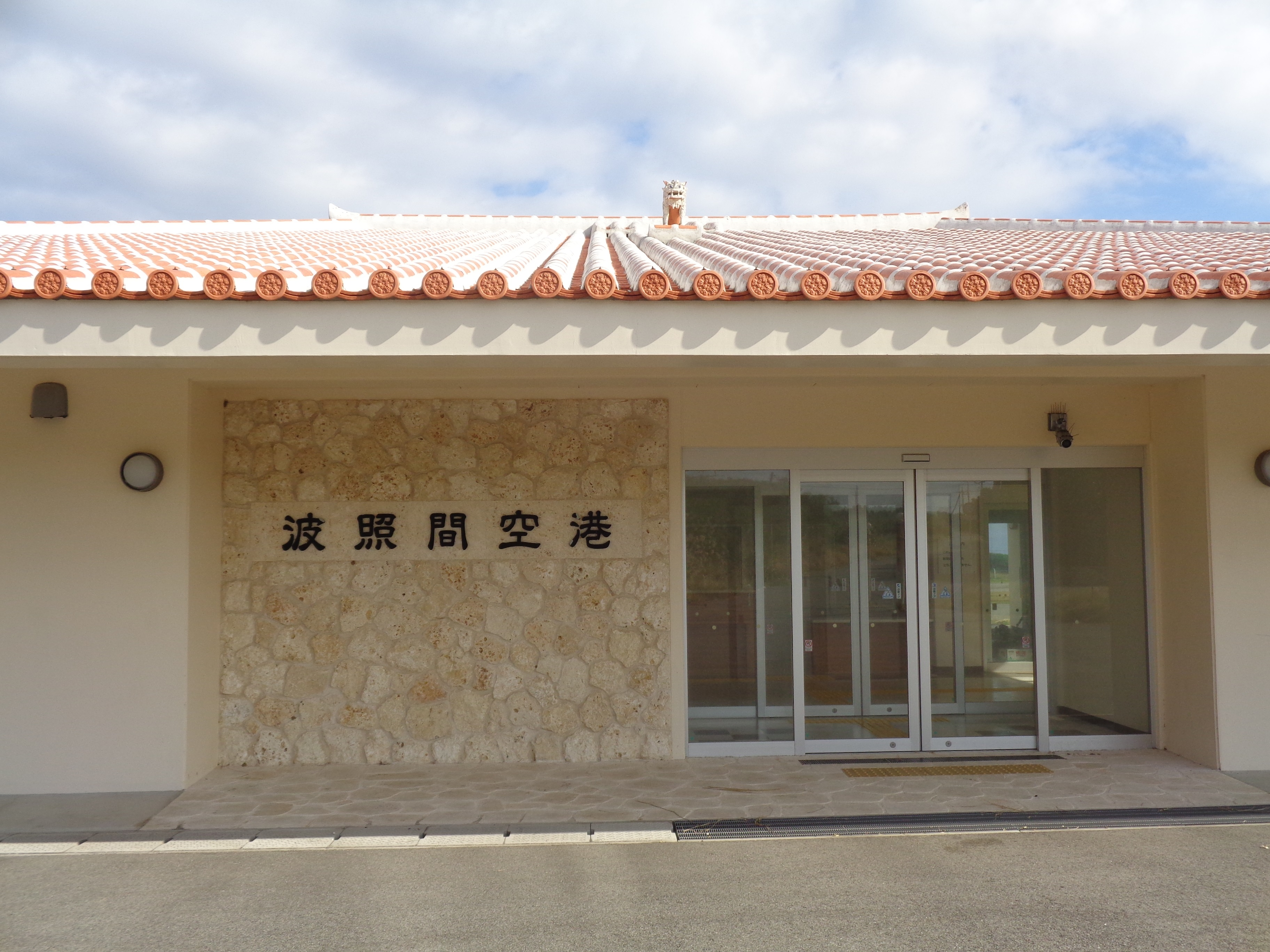
出入口
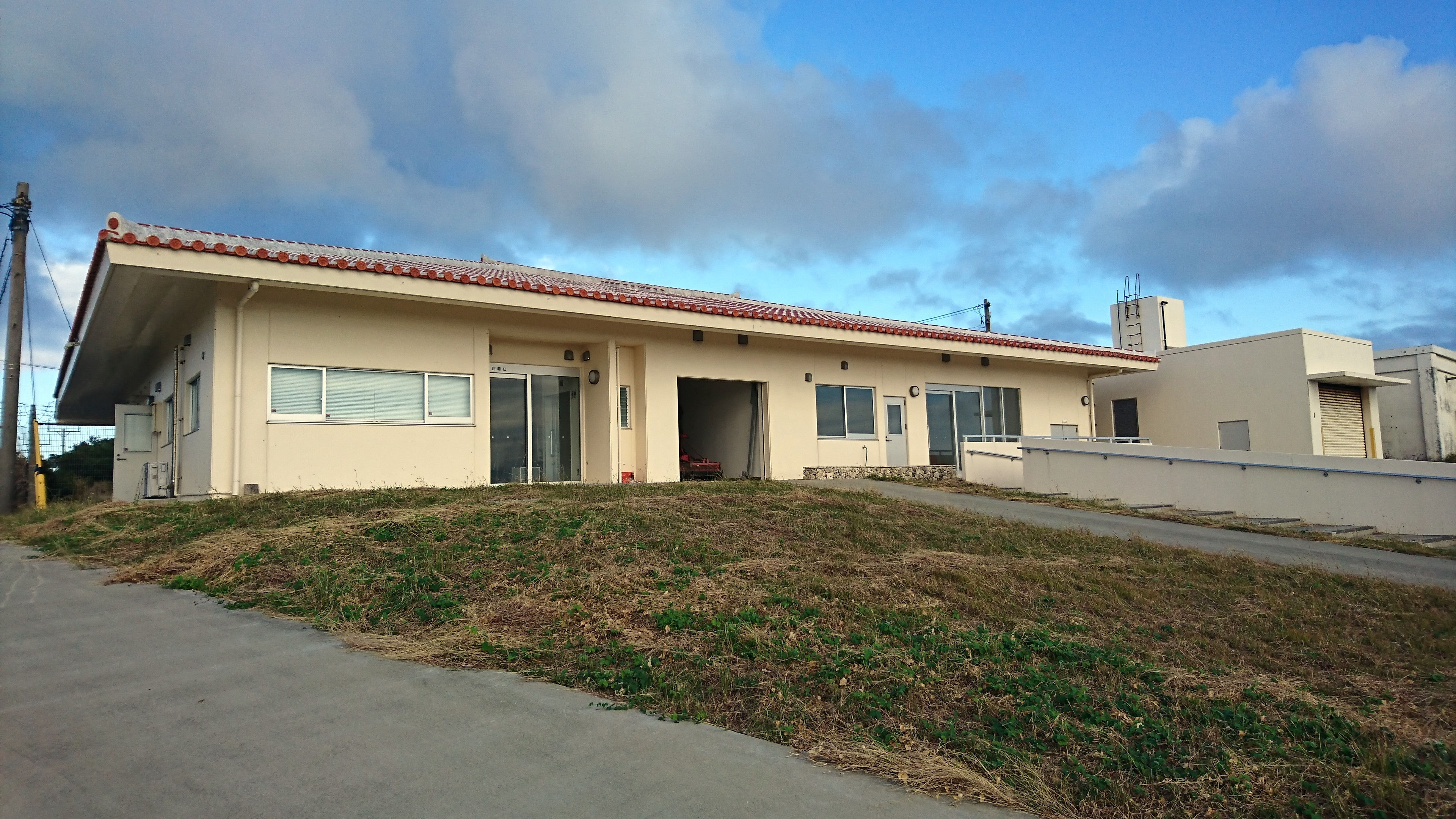
搭乗口側
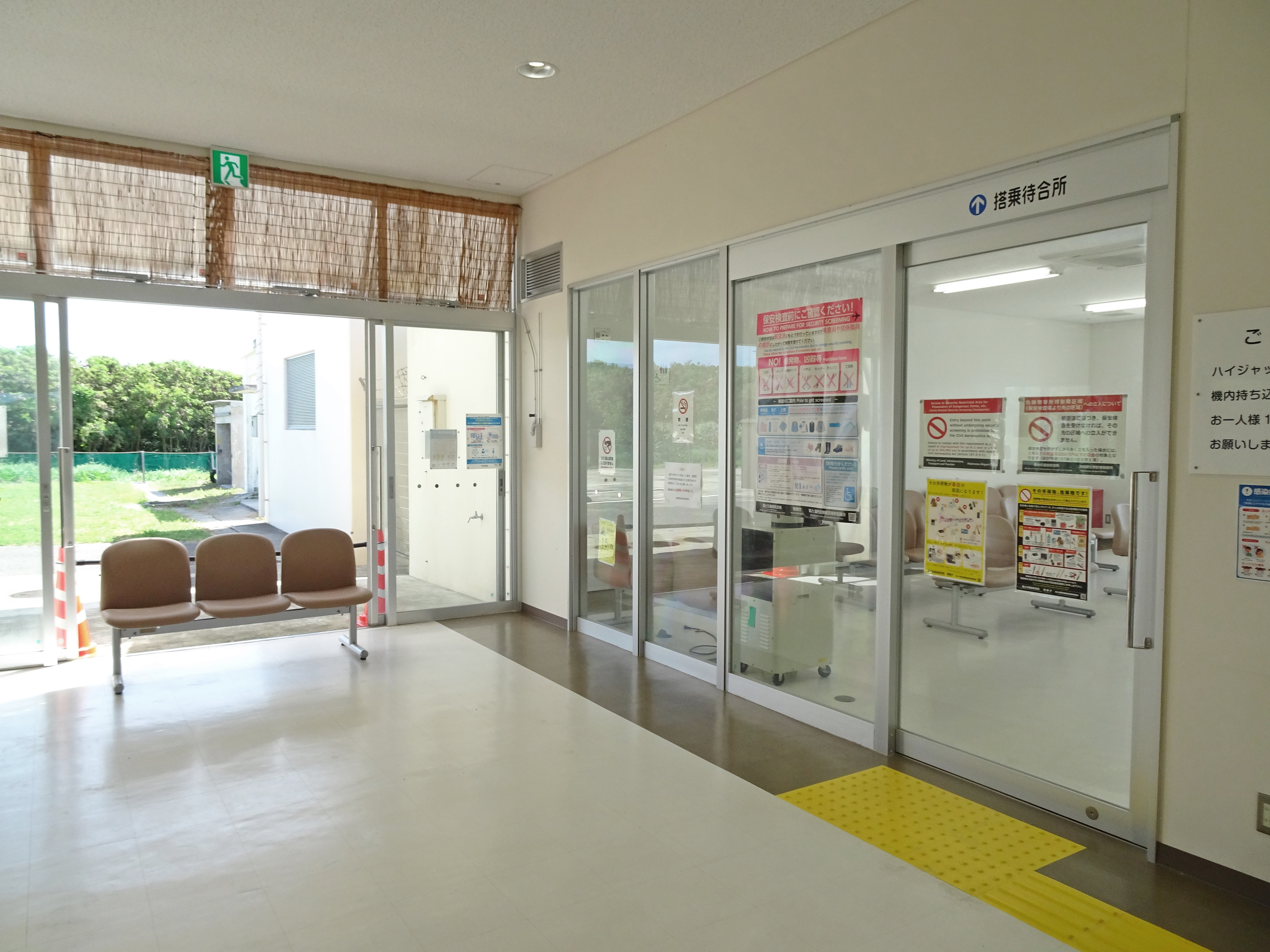
空港待合室

旧ターミナル

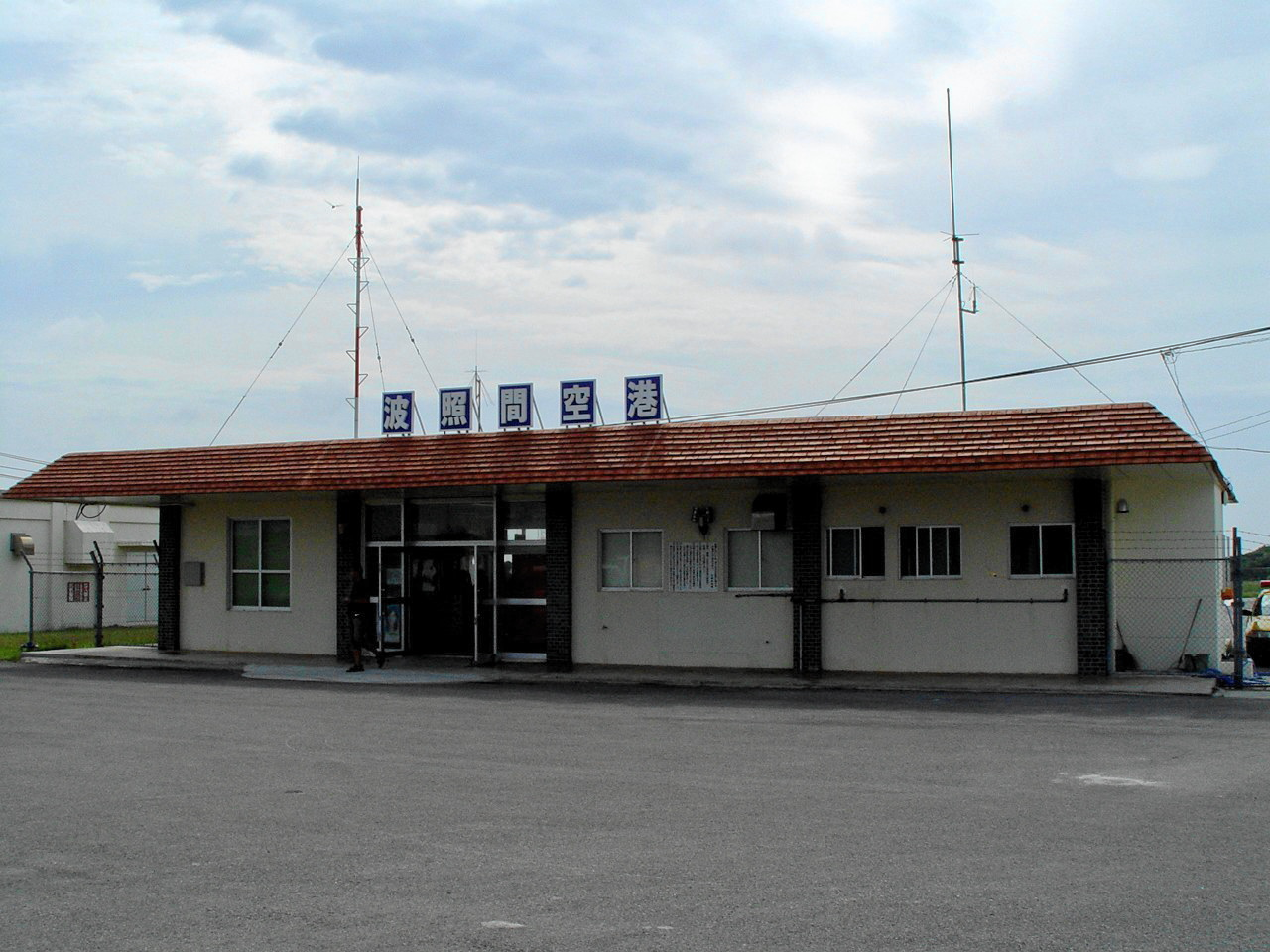
出入口側（2003年5月）
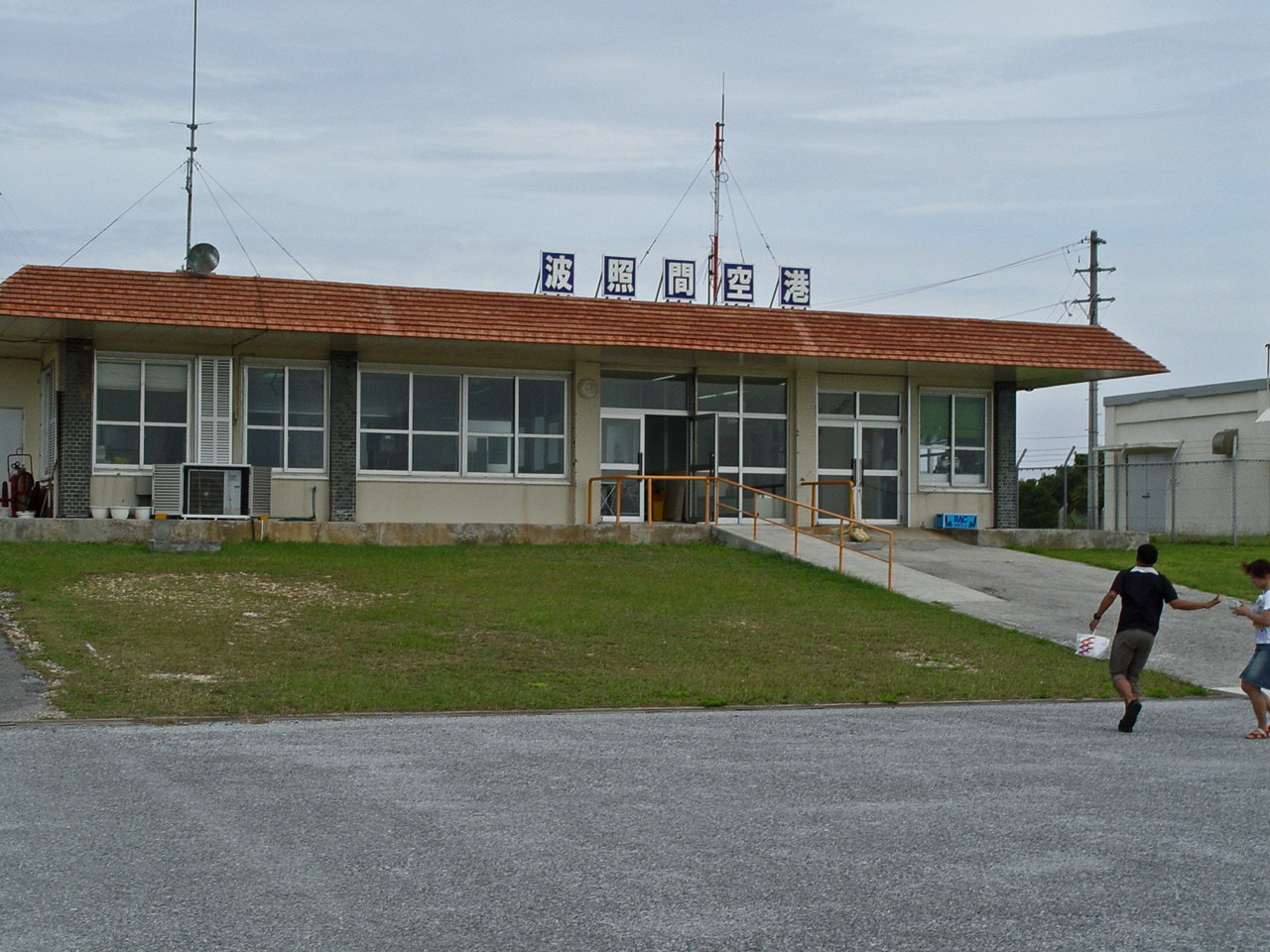
搭乗口側（制限区域内より撮影、2003年5月）
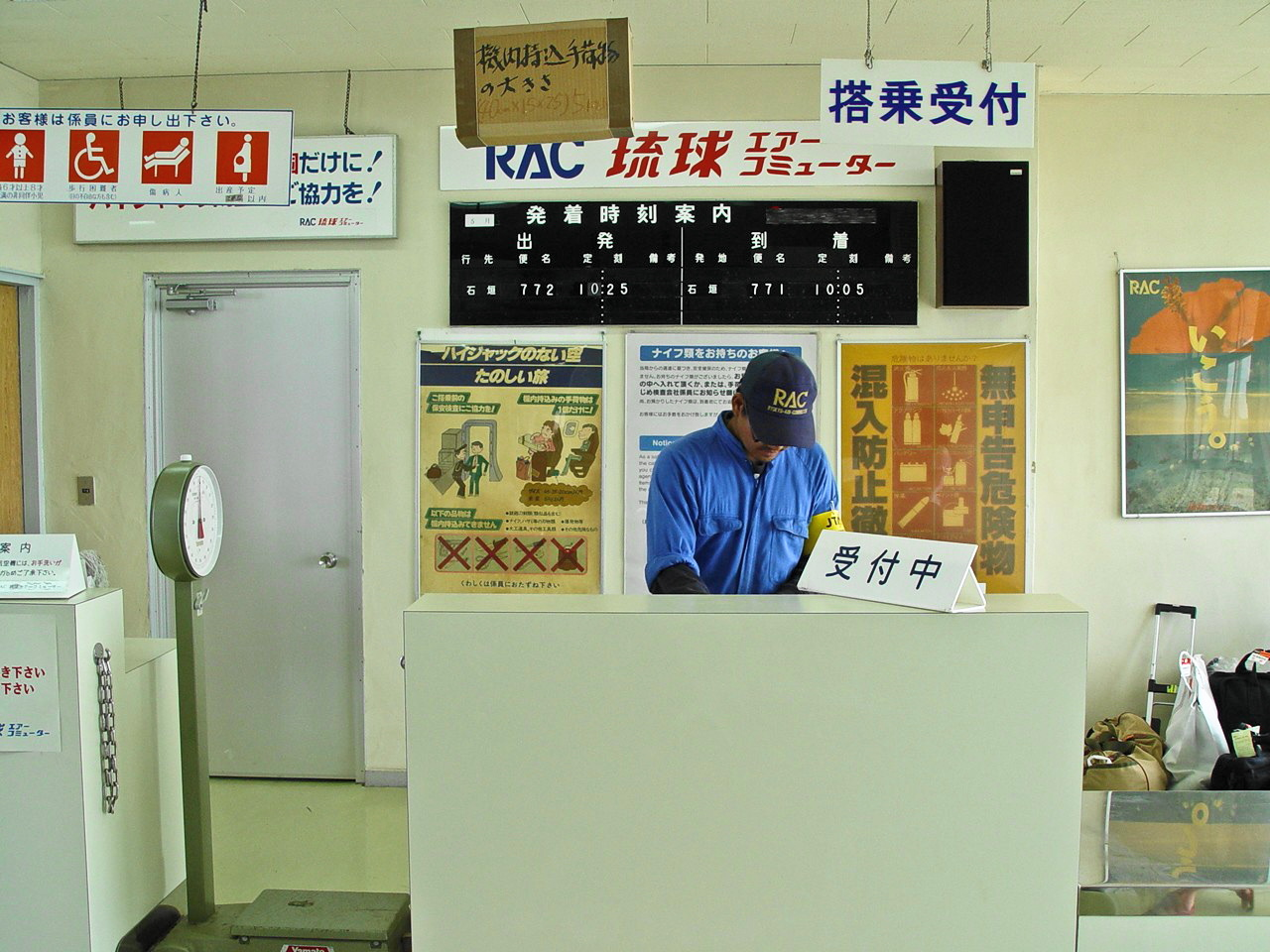
空港カウンター（2003年5月）